# 阿道夫·冯·拜尔
约翰·弗雷德里克·威廉·阿道夫·冯·拜尔（德語：Johann Friedrich Wilhelm Adolf von Baeyer，發音：[ˈbaɪɐ]；1835年10月31日—1917年8月20日），德国化学家，因成功合成了靛藍而获得1905年诺贝尔化学奖。

## 生平與事業
拜尔在1835年出生于柏林，父親是位有名的路德教派大地測量學家，母親則從猶太教家庭改宗基督教。拜尔最初在柏林大学攻读数学和物理，之後前往海德堡大学，在罗伯特·本生的指導下学习化学。毕业后，拜尔回到柏林，在弗里德里希·凯库勒的实验室进行研究，1858年获得博士学位；當凯库勒成為根特大學的教授時，他也隨之一同前往。1860年，拜尔在柏林贸易大学擔任讲师，並在1871年前往斯特拉斯堡大学擔任教授；1875年，他接替尤斯图斯·冯·李比希的慕尼黑大学教授位置。
拜爾的輝煌成就包括植物染料靛藍的說明與合成，發現酚酞，研究聚乙炔、𨦡鹽、亞硝基化合物、尿酸衍生物（包含巴比妥類藥物的母體化合物：巴比妥酸）。1869年，他是第一位提出正確的吲哚化學式的化學家，他的理論化學貢獻包括三鍵的應變理論及小型碳環的環張力。
1871年，拜爾發現酚酞是由鄰苯二甲酸酐的縮合反應及在酸性條件下2當量的苯酚所合成的，並且因此而得名；同年，他也是第一個成功合成熒光素（類似於由微生物自然合成的熒光嗜鐵素）的科學家。拜爾一開始命名他所發現的熒光素為間苯二酚酞（英文：resorcinphthalein），因為是用鄰苯二甲酸酐及間苯二酚所合成的，直到1878年被正名為熒光素。1872年，拜爾嘗試使用苯酚和甲醛製造樹脂產物，這個也提供了靈感使里歐·貝克蘭成功將酚醛作為商業用途。
1881年，皇家學會授予戴維獎章給拜爾以肯定他的靛藍合成貢獻；1884年，他被選為美國文理科學院的外籍榮譽會員；1905年，為了感謝拜爾的有機染料及氫化芳香族化合物研究對於有機化學和化工行業的巨大進步，他榮獲了諾貝爾化學獎。作為在全球眾所周知的科學家，拜爾繼續在有機化學領域貢獻直到他逝世為止。
约翰·弗雷德里克·威廉·阿道夫·拜爾通常被簡稱為阿道夫·拜爾直到他的50歲生日，他被提高到了世襲貴族的地位，因此改名為约翰·弗雷德里克·威廉·阿道夫·馮·拜爾，簡稱為阿道夫·馮·拜爾。

## 贡献
- 拜耳张力学说
- Baeyer吡喃酮反应
- Baeyer缩合反应
- Baeyer吲哚酮合成
- Baeyer–Drewsen靛蓝合成
- Baeyer–Drewsen喹啉合成
- Baeyer–Emmerling吲哚合成
- Baeyer–Jackson吲哚合成
- Baeyer–Pictet吡啶合成
- Baeyer–Villiger三苯甲基化反应
- Baeyer–Villiger氧化重排反应

## 外部連結
- 诺贝尔官方网站关于阿道夫·冯·拜尔传记 （页面存档备份，存于）